# 田炜
田炜（1919年—1982年5月23日），又名田金树，男，直隶省（今河北省）任丘县郭州镇人:152，中华人民共和国电影人。
1938年10月参加革命，1939年7月，加入中国共产党。在八路军第120师历任多职，从事文化宣传。中华人民共和国建国后，任新疆军区政治部文工团团长，新疆军区政治部文化部副部长、部长:152—153、新疆电影制片厂厂长，西安电影制片厂党委书记兼厂长，西安电影制片厂革命委员会主任，中国电影家协会常务理事。